# Павінський район
Павінський район (рос. Павинский район) — адміністративно-територіальна одиниця (район) та муніципальне утворення (муніципальний район) на сході Костромської області Росії.
Адміністративний центр — село Павіно.

## Історія
У 1924 році Павінська волость Нікольського повіту Вологодської губернії увійшла до Вознесенсько-Вохомського району у складі Північно-Двінської губернії. У 1929 році Павінська сільська рада увійшла до складу Північно-Двінського округу Північного краю. У 1935 році з Леденгської, Іванівської, Медведицької, Павінської, Петропавлівської, Шаймської, Шуботської та Носковської сільрад Вохомського району Північного краю та Калінінської, Петряївської та Переселенської сільрад інших районів, був утворений Павінський район.
1936 року Павінський район увійшов до складу Північної області. 1937 року Павінський район увійшов до складу Вологодської області.
13 серпня 1944 року Павінський та Вохомський райони були передані з Вологодської області до Костромської області.
1 лютого 1963 року район було скасовано, 30 грудня 1966 року відновлено.

## Населення
| 2002  | 2008  | 2009  | 2010  | 2011  | 2012  | 2013  |
| ----- | ----- | ----- | ----- | ----- | ----- | ----- |
| 6217  | ↘5572 | ↗5609 | ↘5102 | ↘5058 | ↘4916 | ↘4785 |
| 2014  | 2015  | 2016  | 2017  | 2018  | 2019  | 2020  |
| ↘4600 | ↘4364 | ↘4256 | ↘4098 | ↘3987 | ↘3889 | ↘3786 |